# Pável Grudinin
Pável Nikoláyevich Grudinin (en ruso: Павел Николаевич Грудинин) (Moscú, 20 de octubre de 1960) es un político y empresario agrícola ruso, que concurrió como candidato independiente a las elecciones presidenciales de Rusia de 2018 aunque designado y apoyado políticamente por el Partido Comunista de la Federación Rusa, y también por el Bloque Nacional Patriótico de Rusia, una unión de partidos conservadores minoritarios.
En las elecciones, Grudinin obtuvo el 11,77% de los votos, quedando en segundo lugar detrás del reelegido presidente Vladímir Putin.

## Biografía
Después de estudiar ingeniería agrícola, Pável Grudinin comenzó su carrera profesional en 1982 como ingeniero mecánico en un sovjós en la región de Moscú. En 1996, se convirtió en director de la granja privada llamada "Lenin", que describió como un "oasis de socialismo en la jungla capitalista". Los trabajadores trabajan allí por 1.100 euros al mes (casi el doble del salario medio en Rusia), disfrutan de seguridad laboral y la mayoría de los beneficios se reinvierten. La granja ha crecido hasta incluir viviendas, un complejo deportivo y una escuela. Especializada en la producción de frutas y hortalizas, ha adoptada un modelo de producción ecológico.
Fue elegido por el Partido Comunista como candidato para las elecciones presidenciales de 2018 y también cuenta con el apoyo del Frente de Izquierda. Su programa incluye veinte propuestas principales, entre ellas la nacionalización de los principales sectores de la economía, el aumento de los salarios y pensiones, el refuerzo de los servicios públicos, etc. Millonario por su posición de accionista mayoritario en una de las mayores explotaciones agrícolas de Rusia, explica que es "favorable a pagar más impuestos". Es demasiado bajo para los ricos, con un 13% para todos los rusos que pagan un 18% de IVA. Por lo tanto, debe introducirse un impuesto progresivo sobre la renta ».